# Bov (Gara Bov), Sofia
Bov (Gara Bov) (în bulgară Бов (Гара Бов)) este un sat în comuna Svoghe, regiunea Sofia,  Bulgaria. 

## Demografie
Componența etnică a satului Bov (Gara Bov)
     Bulgari (97,08%)
     Nicio identificare (2,91%)
     Altele (0%)
La recensământul din 2011, populația satului Bov (Gara Bov) era de 1.063 locuitori. Din punct de vedere etnic, majoritatea locuitorilor (97,08%) erau bulgari. Pentru 2,91% din locuitori nu este cunoscută apartenența etnică.